# Wu Ťing-c’
Wu Ťing-c’ (čínsky pchin-jinem Wú Jìngzǐ, znaky 吳敬梓, 1701, Čchu-čou, provincie An-chuej – 12. prosince 1754, Jang-čou, provincie Ťiang-su) byl čínský spisovatel tvořící za vlády Dynastie Čching, autor románu Neoficiální historie konfuciánů (čínsky v českém přepisu Žulin waj-š’, pchin-jinem Rúlínwàishǐ, znaky 儒林外史, česky Literáti a mandaríni), v němž podal kritický obraz čínské společnosti 18. století (zvláště vrstvy vzdělanců a byrokratů).

## Život a dílo
Pocházel ze vzdělanecké rodiny, jejíž hmotná situace nebyla příliš dobrá kvůli neúspěšné úřednické kariéře jeho otce. Jemu samotnému se nepodařilo složit vyšší státní zkoušky, které by mu otevřely cestu k úřední kariéře, a celá rodina postupně zchudla. Po prodeji zbytku nemovitostí se proto odstěhoval do Nankingu, který byl tehdejším kulturním centrem, a zde se živil literárními pracemi. Svůj román Neoficiální historie konfuciánů (česky jako Literáti a mandaríni) napsal asi v letech 1747–1749. Zbytek života prožil v bídě uznáván jen hrstkou svých přátel. Zemřel zcela neznám během přechodného pobytu v Jang-čou.
Ačkoliv jeho román nepatří mezi čtyři klasické čínské romány, je považován společně se Snem v červeném domě za vrchol čínské klasické prózy. Kromě tohoto románu napsal ještě komentáře (dochované dnes již pouze v citacích) ke klasické Knize písní a řadu osobních lyrických básní tvořících jakýsi spisovatelův deník Sebrané básně z poustevny pana Wen-mu (Wen-mu šan-fang ti).

## Česká vydání
- Literáti a mandaríni, SNKLU, Praha 1962, přeložil Oldřich Král,
- Literáti a mandaríni, Votobia, Olomouc 1995, přeložil Oldřich Král.